# Hasanboy Dusmatov
Hasanboy Dusmatov (24 de junho de 1993) é um pugilista uzbeque, campeão olímpico. 

## Carreira

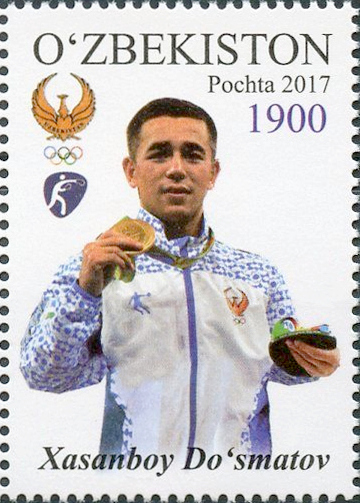
Selo uzbeque de 2017 em homenagem a Hasanboy Dusmatov

Hasanboy Dusmatov competiu na Rio 2016, na qual conquistou a medalha de ouro no peso mosca-ligeiro.